# 方語昕
方語昕（1988年8月29日—），臺灣女演員、歌手、模特兒，畢業於德霖技術學院國貿系。2018年於TVBS《女兵日記》飾演「黃嫚莉」而受到大眾的關注。

## 作品

### 電視劇
| 年 份  | 頻 道                    | 劇 名                                      | 角 色          |
| 2016年 | 台視、TVBS歡樂台         | 《遺憾拼圖》                               | 何祖壽（瘦瘦） |
| 2016年 | 華視                     | 《莒光園地》                               | 權保會法制官   |
| 2016年 | 台視、東森綜合台         | 《如朕親臨》                               | 秦愛寶         |
| 2018年 | 愛奇藝、台視、東森綜合台 | 《1006的房客》                             | 羅小薇         |
| 2018年 | 台視、TVBS歡樂台         | 《女兵日記》                               | 黃嫚莉         |
| 2018年 | 大愛                     | 《超完美任務》                             | 徐玉倩         |
| 2018年 | 台視、TVBS歡樂台         | 《女兵日記女力報到》                       | 黃嫚莉         |
| 2019年 | 中視                     | 《鑑識英雄II 正義之戰 第五單元－網路霸凌》 | 藍藍           |
| 2022年 | TVBS歡樂台               | 《機智校園生活-青春萬歲》                  | 汪心怡         |
| 2022年 | TVBS歡樂台               | 《機智校園生活-必勝高三生》                | 汪心怡         |
| 2022年 | TVBS歡樂台               | 《機智校園生活-青春向前衝》                | 汪心怡         |
| 2022年 | Disney+、bilibili        | 《正義的算法》                             | 芊芊           |
| 2023年 | 公視台語台、華視主頻     | 《再見之後》                               | 曾楚蕾         |
| 2024年 | TVBS歡樂台               | 《完全省錢戀愛手冊》                       | 高瑋姍         |
| 2025年 | 大愛電視台               | 《我們六個》                               | 林青瑩         |

### 網路劇
| 年 份  | 影音平台            | 劇 名                     | 導 演  | 角 色    | 備 註         |
| 2015年 | LINE TV             | 《同樂會》                | 林子平 | 以恩     | 第9集－第14集 |
| 2016年 | CHOCO TV            | 《X情人》                 | 丁夢龍 | 嘉嘉     | 閨蜜情人單元  |
| 2016年 | CHOCO TV            | 《志明與春嬌》            | 黃靖祖 | 春嬌     |               |
| 2017年 | CHOCO TV、LINE TV   | 《老爸上身》              | 姜秉辰 | 劉美娜   |               |
| 2025年 | GagaOOLala、Netflix | 《第一次遇見花香的那刻2》 | 王逸鈴 | 晨晨媽媽 |               |

### 電影
| 年 份  | 劇 名                                | 角 色  | 導 演  | 備 註              |
| 2017年 | 《賞金戀人》（原名：刁蠻公主求愛記） | 蘇珊   | 武聖基 | 2017年愛奇藝上映   |
| 2017年 | 《台妹向前衝》                       | 廖麗華 | 張天霖 | 緯來電影台自製電影 |
| 2018年 | 《我的刁蠻女明星》                   | 范小雨 | 簡學彬 | 緯來電影台自製電影 |
| 2020年 | 《我叫梁山伯》                       | 陳月玲 | 朱峰   | 緯來電影台自製電影 |

### 音樂錄影帶
| 年 份  | 名 稱               | 歌 手      | 導 演  |
| 2013年 | 《Let Me Love You》 | 李唯楓     | 陳映之 |
| 2013年 | 《潛意識沈默》      | GJ 蔣卓嘉  | 黃中平 |
| 2014年 | 《無限大》          | 孫燕姿     | 陳映之 |
| 2016年 | 《Luvin'U》         | 韋禮安     | 陳映之 |
| 2016年 | 《I Do》            | 陳奕迅     | 陳映之 |
| 2016年 | 《少在那邊》        | 楊程鈞     | 黃子然 |
| 2018年 | 《Die For You》     | 小男孩樂團 | 黃守全 |
| 2022年 | 《謝謝我 謝謝你》   | 尹彥凱     | 陳哲賢 |

## 外部連結
- 方語昕的Facebook專頁
- 方語昕的Instagram帳戶
- 方語昕的新浪微博
- YouTube上的方語昕頻道
- YouTube上的方語昕作品頻道